# رم، شهر بی‌دفاع
رم، شهر بی‌دفاع (به ایتالیایی: Roma, città aperta) فیلمی ایتالیایی در سبک درام جنگی به کارگردانی روبرتو روسلینی است که بازیگرانی مثل آلدو فابریتسی، آنا مانیانی و مارچلو پالی یرو در آن ایفای نقش کرده‌اند. داستان فیلم در شهر رم، در طول اشغال نازی‌ها به سال ۱۹۴۴ اتفاق می‌افتد. فدریکو فلینی دستیار کارگردان این فیلم بود. رم شهر بی دفاع چندین جایزه از جشنواره‌های مختلف برنده شده و همچنین نامزد دریافت جایزه اسکار بوده‌است.
عموماً از این فیلم به عنوان یکی از بهترین آثار نئورئالیسم سینمای ایتالیا یاد می‌شود.

## خلاصه داستان
خلاصه در ویکی انگلیسی:
سربازان آلمانی شهر را به دنبال جورجو مانفردی جستجو می‌کنند، اما او با پریدن روی پشت بام، از دست آلمان‌ها می‌گریزد. کشیشی، به نام دن پیترو پلاگرینی به نهضت مقاومت ایتالیا، از طریق رد و بدل اطلاعات و پول کمک می‌کند. دن پیترو، طبق برنامه‌ریزی‌های قبلی قرار است کشیشی باشد که مراسم ازدواج پینا را برگزار می‌کند. نامزد پینا، فرانچسکو است، که چندان مذهبی نیست، اما با این وجود ترجیح می‌دهد که مراسم ازدواجش، به جای یک فرد فاشیست، توسط کشیشی از هموطنانش اجرا شود. پسر او، مارچلو، و دوستان او نقش‌های کوچکی در نهضت مقاومت دارند. مارینا، که خواهر پیناست و قبلاً دوست دختر جورجو بوده‌است، در ازای دریافت دارو، پالتوهای پوست چسبان، و دیگر وسایل راحتی، به نهضت مقاومت خیانت می‌کند.
فرمانده گشتاپو در شهر، با کمک ادارهٔ پلیس ایتالیا، جورجو و کشیش را دستگیر می‌کند و جورجو را شکنجه می‌دهد. آن‌ها [=گشتاپو و عواملش] سعی می‌کنند تا از اعتقادات مذهبی پیترو برای اینکه او را نسبت به خیانت به دوستانش متقاعد کنند، استفاده نمایند و در این راستا به این استناد می‌کنند که او با افراد کافر و خدانشناسی متحد شده‌است. پیترو به آن‌ها پاسخ می‌دهد که هر کس که در مسیر کمک به دیگران می‌کوشد، در مسیر الهی قرار دارد، حال خواه به خدا ایمان داشته باشد، و خواه نداشته باشد. آن‌ها سپس دن پیترو را وادار می‌کنند تا صحنه‌های شکنجهٔ جورجو تا سرحدّ مرگ را، تماشا کند و زمانی که دن پیترو از این کار امتناع می‌کند، او را اعدام می‌کنند.
خلاصه‌ای دیگر:
آلمان‌ها به دنبال دستگیری جورجو مانفردی از رهبران نهضت مقاومت هستند و برای دستگیریش به آپارتمان او می‌روند، اما وی از مسیر پشت بام می‌گریزد و نزد دوستش فرانچسکو که یک روزنامه‌نگار است، می‌رود. فرانچسکو درصدد ازدواج با پینا است. در همین اوضاع گروهی از نوجوانان که مارچلو هم جزو آنهاست، در یک کامیون حامل بنزین دینامیت می‌گذارند. نازیها جهت دستگیری پارتیزانها به محل می‌آیند و فرانچسکو را دستگیر می‌کنند و نامزدش هنگامی که به دنبال کامیون حامل فرانچسکو می‌دود، با آتش مسلسل کشته می‌شود. جورجو مانفردی از مهلکه می‌گریزد و با گروهی موفق به آزاد کردن زندانیان از جمله فرانچسکو می‌شود و هر دو به آپارتمان مارینا که قبلاً معشوقه مانفردی بوده پناه می‌برند، اما مارینا که از جدا شدنش از مانفردی ناراضیست، آن‌ها را به نازیها لو می‌دهد. فرانچسکو می‌گریزد، اما مانفردی و دن پیترو که یک کشیش حامی نهضت مقاومت است، به همراه یک سرباز فراری اتریشی دستگیر می‌شوند. مانفردی زیر شکنجه می‌میرد، دن پیترو اعدام می‌شود و سرباز اتریشی نیز خودکشی می‌کند.

## بازیگران
- آلدو فابریتسی در نقش دن پیتروپلگرینی [کشیشی است پشتیبان پارتیزانها]
- آنا مانیانی در نقش پینا [نامزد فرانچسکو و هماهنگ‌کننده فعالیت‌های زنان محله‌است.]
- مارچلو پالی‌یرو در نقش جورجو مانفردی، با نام مستعار لوئیجی فراریز [یکی از رهبران نهضت مقاومت است.]
- ویتو آنیکچیاریکو در نقش مارچلو، [فرزند پینا، که فعال و اهل سیاست است.]
- نادو برونو در نقش آگوستینو،
- هری فایست به نقش سرگرد برگمن [رهبر گشتاپو و در پی به دام انداختن افراد نهضت مقاومت است.]
- جووانا گالتی در نقش اینگرید [زنی شریر است که به سرگرد برگمن کمک می‌کند.]
- گران ژاکت در نقش فرانچسکو [در یک روزنامه مخفی کار می‌کند.]
- ادواردو پاسارلی در نقش گروهبان پلیس محله
- ماریا میکی در نقش مارینا ماری[معشوقه سابق جورجو مانفردی بوده، خبرچینی است که آلت دست نازیها شده‌است]
- کارلا روورا در نقش لورتا، خواهر پینا
- کارلو سیندیسی در نقش کمیسر پلیس
- جوپ وان هولزن در نقش کاپیتان آرتمن
- آکوش تولنایی در نقش سرجوخه فراری اتریشی
- آلبرتو تاواتسی در نقش کشیش

## تولید
در ماه اوت سال ۱۹۴۴ میلادی، و تنها دو ماه پس از آن که قوای متفقین، آلمان را وادار به تخلیهٔ رم نمودند، روبرتو روسلینی، فدریکو فلینی و سرجیو آمیدئی کار بر روی فیلمنامه این فیلم را آغاز نمودند. ویرانی که در نتیجهٔ جنگ پدید آمده بود، آن‌ها را در موقع نوشتن این فیلمنامه احاطه کرده بود. در ماه ژانویه ۱۹۴۵ مراحل ساخت این فیلم کلید خورد و آغاز گردید. روسلینی برای ساخت این فیلم بر اصول و مبانی سنتی ملودرام تکیه و تأکید داشت. مواردی همچون شناساندن شخصیت‌های اصلی فیلم و ایجاد تمایزی روشن و واضح میان شخصیت‌های خوب و بد داستان، از جملهٔ این موارد بودند.
برای مهم‌ترین مکان‌هایی که فیلم درون آن‌ها اتفاق می‌افتد، چهار مجموعهٔ داخلی فیلم ساخته شد.
اعتقاد بر این است که اصل این فیلم واقعی، دارای جلوه‌های بسیار متفاوتی بود که آن را متمایز می‌ساخت و بدان سبکی مشابه سبک فیلم‌های مستند یا فیلم‌های خبری می‌بخشید. اما، هنگامی که چینه چیتای ملی ایتالیا، در سال ۱۹۹۵ نسخهٔ دیگری از این فیلم را بازیابی نمود، نگاتیو اصلی فیلم شامل سه نوع مختلف فیلم بود:
از فیلم فرانیای سی شش: Ferrania C۶ برای تمام صحنه‌های خارجی استفاده شده بود، و برای فیلمبرداری از فضاهای داخلی، فیلم حساس تر آگفای سوپر پان و همین‌طور فیلم آگفای فوق‌العاده سریع مورد استفاده قرار گرفته بود. تغییرات غیرقابل توضیحی که در گذشته، در روشنایی و وضوح تصاویر این قبیل فیلم‌ها وجود داشته و امروزه موجب انتقاد از این فیلم‌ها می‌شود، به عواملی همچون ابتدایی بودن روند پردازش تصاویر و پیشرفته نبودن و ناکافی بودن ابزار مورد استفاده برای ظهور و ثبوت فیلم‌ها قابل انتساب می‌باشد.

## واکنش‌های منتقدان
این فیلم از همان اوایل ساخته شدنش، به عنوان یک نمونه تمام عیار از نئورئالیسم در نظر گرفته شده‌است، تا بدانجا که این فیلم همراه با دو ساختهٔ دیگر روسلینی، یعنی پاییزا Paisà و آلمان سال صفر، با عنوان: «سه گانهٔ نئورئالیستی روسلینی» شناخته می‌شوند. رابرت بارگوین Burgoyne این فیلم را نمونه کاملی از این سبک سینمایی (نئورئالیسم) می‌نامد، که تعریف و تأسیس آن در شرایطی ناپایدار و بحرانی توسط آندره بازن ارائه شده بود. هرچند که بیشتر نقدهایی که اخیراً در مورد این فیلم صورت گرفته‌اند، آن را کمتر نئو رئالیستی دانسته‌اند و جنبه‌های ملودراماتیک آن را ارجح دانسته‌اند.
بحث‌های برخی منتقدان نیز، در مورد ازدواجی که قرار بود در این فیلم میان پینای کاتولیک و فرانچسکوی کمونیست صورت پذیرد، بدین نکته اشاره دارد که چنین ازدواجی در واقع اذعان بر کارهای مشترک کمونیست‌ها و کاتولیک‌هاست که در واقعیت تاریخ در نهضت مقاومت با یکدیگر همکاری داشتند.
بوسلی کراوتر، منتقد سینمایی نیویورک تایمز، ارزیابی مثبتی از فیلم ارائه کرد و در مورد آن نوشت:
«هنوز هم تأثیرگذاری تمامی تصاویر این فیلم، احساسی از تجربه واقعی، به دست می‌دهد که این به همان اندازه که به برجستگی فیلم مربوط است به فیلمنامه و کارگردانی خوب آن نیز مرتبط است. نقش آفرینی آلدو فابریتزی در نقش کشیش برجسته‌است و با دربرداشتن عزت و انسانیت، بیشتر از آنچه که از او خواسته شده، عمل می‌کند. مارچلو پاگلیرو نیز، در نقش رهبر نهضت مقاومت بسیار عالی ظاهر شده‌است، همین‌طور آنا مانیانی برای نقش زنی که کشته می‌شود، فروتنی و صداقت به ارمغان می‌آورد. سایر بازیگران این فیلم نیز به قدر کافی خوب ایفای نقش کرده‌اند تنها استثناء هری فایست، در نقش فرمانده آلمانی است که نخوت و غرورش، او را کمی بیش از حد شریر نشان می‌دهد، اما ممکن است حتی همین ویژگی او هم به آسانی قابل درک باشد.

## پخش فیلم
نمایش افتتاحیهٔ فیلم در ایتالیا در تاریخ ۲۷ سپتامبر سال ۱۹۴۵، در حالتی صورت گرفت که هنوز آسیب‌های حاصل از جنگ در رم ترمیم نشده بود. اکران فیلم در ایالات متحده در تاریخ ۲۵ فوریه سال ۱۹۴۶ و در نیویورک انجام گرفت. نسخه‌ای که در آمریکا به نمایش درآمد، سانسور شده بود و در حدود ۱۵ دقیقه از آن کاهش یافته بود. داستان سفر فیلم از ایتالیا به ایالات متحده آمریکا در شرح حال خودنوشت فدریکو فلینی با عنوان: «آغازهای شیرین» بازگو شده‌است.
راد گایگر، که یک سرباز معمولی ارتش ایالات متحده مستقر در رم بود، در زمانی که روسلینی و فلینی مشغول کار کردن بر روی فیلم بودند، با آن دو ملاقات نمود. بر مبنای نوشتهٔ فلینی، گایگر یک سرباز نیمه مست بود، که هم به معنای واقعی کلمه و هم به صورت مجازی، موجب لغزش و انحراف مجموعهٔ فیلم شهر بی دفاع گردید. او خود را به دروغ، به عنوان یک تهیه‌کنندهٔ آمریکایی جا زد، در حالیکه او در حقیقت هیچ‌کس نبود و حتی به اندازهٔ یک سکه هم پول نداشت. با این حال، گایگر کار را تمام کرد و یک حلقه از فیلم رم شهر بی دفاع را، داخل کیف پادگانی (کوله پشتی) خود، همراه خویش به ایالات متحده آورد و حتی موفق به عرضهٔ این فیلم در سینماهای آمریکا شد.
شرحی که فلینی از دخالت گایگر در فیلم ارائه کرد، موضوع یک دعوی قضایی با عنوان افتراء گردید که گایگر آن را علیه فلینی مطرح نمود. فیلم در چندین کشور ممنوع شد. به عنوان مثال، آلمان غربی نمایش این فیلم را در فاصله سال‌های ۱۹۵۱ تا ۱۹۶۰ ممنوع کرد. در آرژانتین نیز، در سال ۱۹۴۷، فیلم بدون هیچگونه توضیحی و بنا به درخواست یک دولت ناشناس کنار گذاشته شد.

## جوایز و افتخارات
- جشنواره کن: برنده جایزه بزرگ جشنواره، روبرتو روسلینی، ۱۹۴۶.
- سندیکای ملی روزنامه نگاران سینمائی ایتالیا: برندهٔ روبان نقره‌ای به عنوان بهترین فیلم، و نیز بهترین بازیگر نقش مکمل زن، آنا مانیانی؛ ۱۹۴۶.
- جوایز National Board of Review یا NBR: جایزه بهترین بازیگر زن به آنا مانیانی؛ و جایزه بهترین فیلم خارجی، ایتالیا، ۱۹۴۶.
- جوایز انجمن منتقدان فیلم نیویورک: جایزه NYFCC بهترین فیلم خارجی زبان، ایتالیا، ۱۹۴۶.